# 温敦
温敦（William Welton，1817年—1857年）是英国圣公会差会第一批派往中国福建省的两位传教士之一。
1817年，温敦出生在英国，毕业于伊斯林大学，1850年5月31日，他和札成（Robert David Jackson）牧师受英国圣公会差会派遣，到达中国福州传教，奠定圣公会福建教区的基础。温敦帮助人戒除鸦片，求诊者为数甚多。最初他们暂住于闽江中的中洲岛，几个月后英国驻福州代理领事金执尔替为他们租赁南门内乌石山神光寺2间房屋居住，引起退休官员林则徐联合福州地方士绅的激烈反对，多位官员上书咸丰皇帝，要求惩办容让传教士居住城内的官员。咸丰亦为此下数道圣旨，1851年初札成和温敦被迫迁出神光寺，搬至乌石山道山观英国翻译官住地，神光寺事件遂告平息。1852年，札成退往宁波，1855年，温敦租下道山观的一块空地，建造房屋。1856年，温敦医生因健康原因返回英国，不久在伦敦去世。